# Таррант, Маргарет
Маргарет Таррант (англ. Margaret Tarrant, полное имя Margaret Winifred Tarrant; 19 августа 1888, Баттерси — 28 июля 1959, Корнуолл) — английская иллюстратор и детский писатель; также была известна своими открытками, календарями и репродукциями.

## Биография
Родилась 19 августа 1888 года в Баттерси, и была единственным ребёнком художника и иллюстратора Перси Тарранта и его жены Сары Вятт.
Начала рисовать в раннем возрасте и никогда не теряла любовь к рисованию всю последующую жизнь. В детстве она играла на художественных выставках, где вывешивала свои первые рисунки.  Маргарет в 1898—1905 годах училась в школе Clapham High School, где получила несколько призов за свои художественные работы. Затем училась в школе Clapham School of Art на учителя рисования, но отказалась от этой профессии, чтобы стать полноценным художником-акварелистом и книжным иллюстратором, что решила по совету своего отца.
Её родители умерли с разницей в три месяца в 1934 году, и Маргарет переехал в Пислейк в графстве Суррей в 1935 года. Она никогда не была замужем, но завела много верных и верных друзей благодаря своей живописи и членству в церкви. Бо́льшая часть её жизни была сосредоточена на деятельности приходской церкви. Она помогала в работе Церковного миссионерского общества и даже некоторое время работала на своём автомобиле водителем викария, у которого не было собственной машины.
В 1953 году здоровье и зрение Маргарет Таррант заметно ухудшились, и к 1958 году она очень плохо себя почувствовала, чтобы управлять своим домом в Пислейке. В этом же году Маргарет присоединилась в Корнуолле к коллеге-иллюстратору Молли Бретт, с которой провела свои последние дни.
Таррант умерла 28 июля 1959 года, оставив своё состояние в 17 413 фунтов двенадцати благотворительным организациям.

## Творчество
Свою профессиональную карьеру Маргарет Таррант начала с создания рождественских открыток. Среди издательств и издателей, для которых она разрабатывала дизайн открыток, были: Medici Society; Hale, Cushman and Flint (Бостон, Массачусетс); C. W. Faulkner и Хамфри Милфорд. Иллюстрации, которые она сделала для книги «Nursery Rhymes» (1914), были переизданы как 48 самых продаваемых открыток. Но именно книжная иллюстрация принесла ей большой успех и славу.
Особенно долгое и плодотворное сотрудничество Маргарет Таррант было с Обществом Медичи (Medici Society), которое издавало её открытки, календари, гравюры и другие работы. Начав работать с ним в 1920 году, до сих пор её работы публикуются этим обществом. В 1937 году Таррант стала акционером Общества Медичи. В 1982 году обществом был издан буклет «Маргарет Таррант и её картины».
Работы художницы находятся во многих местах Великобритании: Королевском Бирмингемском обществе художников, в художественных галереях Cooling & Sons Gallery, Dudley Gallery и New Dudley Gallery, а также в ливерпульской Галерее искусств Уокера. Кроме этого несколько её работ находятся в Королевской академии художеств и в Обществе женщин-художников.
Избранные проиллюстрированные работы:
| - Дети воды (1908) - Autumn Gleanings from the Poets (1910) - Fairy Stories from Hans Christian Andersen (1910) - Contes (Charles Perrault, 1910) - Гамельнский крысолов (Robert Browning, 1912) - Nursery Rhymes (1914) - A Picture Birthday Book for Boys and Girls (1915) - Alice in Wonderland (Lewis Carroll, 1916) - The Tooksy and Mary Alice Tales (1919) | - Our Day (1923) - Rhymes of Old Times (1925) - The Magic Lamplighter (Marion St John Webb, 1926) - An Alphabet of Magic (Eleanor Farjeon, 1928) - Mother Goose: Nursery Rhymes (1929) - The Margaret Tarrant Birthday Book (1932) - Joan in Flowerland (1935) - The Margaret Tarrant Nursery Rhyme Book (1944) - The Story of Christmas (1952) |